# Луталица изнад мора магле
Луталица изнад мора магле најчувенија је слика немачког уметника Каспара Давида Фридриха. Настала је око 1818. године и сматра се ремек-делом доба романтизма. Тренутно се налази у Музеју Кунстхале у Немачкој.
На слици се види луталица (сам уметник) одевен у мркозеленом капуту и са штапом у десној руци како стоји на стрмој литици. Посматрачу је окренут леђима, а коса му се вијори на ветру. Луталица гледа крајолик прекривен густим морем магле. Тек се неколико врхова уздиже изнад магле. На оним десно расте и понеко дрвеће, а у даљини с леве стране видимо планине које се претварају у долине. Магла се протеже унедоглед и стапа се са хоризонтом.
Тачно значење овог дела већ је дуго предмет расправа; једни кажу да је у питању кантовска ауторефлексија, други да је метафора за неизвесну будућност, трећи да положај човека на литици сугерише господарење простором, али истовремено и безначајност појединачног човека.